# شهرستان چبولینسکی
شهرستان چبولینسکی (به لاتین: Chebulinsky District) یک شهرستان در روسیه است که در استان کمروو واقع شده‌است.